# Hipparchia leighebi
Hipparchia leighebi är en fjärilsart som beskrevs av Otakar Kudrna 1976. Hipparchia leighebi ingår i släktet Hipparchia och familjen praktfjärilar. IUCN kategoriserar arten globalt som nära hotad. Inga underarter finns listade i Catalogue of Life.